# La Arboleda (Argentina)
La Arboleda es una localidad y distrito ubicado en el departamento Tupungato de la provincia de Mendoza, Argentina. 
Se encuentra 3 km al este de la Ciudad de Tupungato.
Es el distrito más antiguo del departamento, asiento de sus primeros delegados políticos. Las tierras estuvieron ocupadas por pueblos originarios antes de la llegada de los españoles, y la Compañía de Jesús instaló aquí una de sus reducciones. La zona hoy está ocupada por plantaciones de frutales y vides.

## Población
Cuenta con 540 habitantes (Indec, 2010), lo que representa un incremento del 172,73% frente a los 198 habitantes (Indec, 2001) del censo anterior.